# ماکس کوگل
ماکس کوگل (به آلمانی: Max Koegel) (زاده ۱۶ اکتبر ۱۸۹۵ – درگذشته ۲۷ ژوئن ۱۹۴۶) یک نظامی آلمانی در دوره رایش سوم و از فرماندهان اردوگاه کار اجباری راونسبروک، اردوگاه کار اجباری مایدانک، اردوگاه کار اجباری فلوسنبورگ و اردوگاه کار اجباری لیختنبورگ بود.

## زندگی
وی در ۱۶ اکتبر ۱۸۹۵ در شهر فوسن در امپراتوری آلمان زاده شد. وی چهارمین فرزند نجاری بود که در یک کارخانه اثاثیه محلی کار می‌کرد. کمی پیش از تولد شش سالگی مادرش را از دست داد. در سال ۱۹۰۷ پدرش را نیز از دست داد و برای ادامه زندگی به مزرعه‌ای در نزدیکی خانه‌اش فرستاده شد. وی مجبور به ترک مدرسه شد و آموزش چوپانی دید و پس از آن به عنوان راهنمای کوهستان مشغول به کار شد.
با شروع جنگ جهانی اول، وی داوطلبانه به خدمت پیاده‌نظام باواریا درآمد. تا ۱۲ ژانویه ۱۹۱۹ در ارتش خدمت کرد و به درجه سرجوخگی نیز رسید. سه بار در جنگ زخمی شد از جمله یک‌بار در نبرد وردن؛ و صلیب آهنین درجه ۲ را دریافت کرد.
پس از جنگ به باواریا بازگشت و به عنوان کارمند در گارمیش-پارتنکیرشن مشغول به کار شد. در سال ۱۹۲۰ شغل خود را تغییر داد و یک فروشگاه سوغاتی باز کرد. پس از ۴ سال ورشکست شد. در جستجوی کار به سوئیس و اتریش سفر کرد و در نهایت به فوسن بازگشت و به کار در کارخانه اثاثیه محلی که قبلاً پدرش در آن کار می‌کرد، مشغول به کار شد. در ۱۹۲۹ پسر هشت ساله‌اش را بر اثر سرخک از دست داد و پس از مدت کوتاهی از همسرش جدا شد. در ۲ مه ۱۹۳۲ به حزب نازی و در ژوئن ۱۹۳۲ به اس‌اس پیوست.

## اس‌اس
وی در سال ۱۹۳۷ آجودان فرمانده اردوگاه کار اجباری داخائو شد. از ۱۹۳۸ تا ۱۹۴۲ ابتدا مدیر عامل اجرایی و سپس با درجه اشتورمبانفورر فرمانده اردوگاه کار اجباری لیختنبورگ در اردوگاه کار اجباری راونسبروک شد. در سال ۱۹۴۲ فرمانده اردوگاه کار اجباری مایدانک شد و اتاق‌های گاز را در این اردوگاه راه‌اندازی کرد. وی هم‌چنین از ۱۹۴۳ تا ۱۹۴۵ فرمانده اردوگاه کار اجباری فلوسنبورگ بود.
وی پس از جنگ فرار کرد اما در ژوئن ۱۹۴۶ در شهر شواباخ در نزدیکی نورنبرگ دستگیر شد. وی در ۲۷ ژوئن ۱۹۴۶ در سلول زندانش خود را حلق‌آویز کرد.